# Alfonso de Portugal (1390-1400)
Alfonso de Portugal (Santarém, 30 de julio de 1390-Braga, 22 de diciembre de 1400) era hijo de Juan I y de Felipa de Lancaster.
Su nacimiento en Santarém fue muy celebrado ya que era el primer varón del matrimonio y, por tanto, heredero al trono. Su bautizo tuvo lugar en la iglesia de Santa María de Alcáçova en Santarém en octubre y  recibió homenaje y juramento en las cortes de Évora (1390-91), «garantizando así la continuación del linaje y la fidelidad de los principales del reino a este heredero».
A finales de 1400, la familia real se dirigió a Guimarães para que Juan I consagrara la iglesia de Nuestra Señora de la Oliveira así como para la celebración de las cortes que tendrían lugar en enero de 1401. Durante el paso de la comitiva por Braga, el infante cayó enfermo y fallecería el día 22 de diciembre en Braga. A su muerte, el sucesor al trono fue  su hermano, el futuro rey Eduardo.

## Tumba
Se encuentra sepultado en la catedral de Braga, en un mausoleo que se considera proveniente de Flandes, aunque es posible que fuese que la obra fuese ejecutada en Portugal, supuestamente encomendado por su hermana Isabel, esposa de Felipe III de Borgoña en una tumba de bronce dorado.